# Ramana Sayahi
Somayeh Sayahi (nacida el 4 de octubre de 1982) es una actriz, modelo y maquilladora iraní-canadiense.

## Vida personal
Sayahi nació en Ahvaz, Irán. Ella también vive en Toronto, Canadá.

## Filmografía

### Cine
| Año  | Título                | Papel        |
| ---- | --------------------- | ------------ |
| 2017 | Final Exam            |              |
| 2016 | Rhino Horn            |              |
| 2014 | Notoriety             | Raha         |
| 2012 | Room Number Zero      | Niki         |
| 2011 | Porteghal khooni      | Setareh      |
| 2011 | The Swallows in Love  | Akram        |
| 2010 | Dokhtare Shahe Parion | Nasim Sazgar |